# 보내지 못하는 편지
《보내지 못하는 편지》(出せない手紙)는 2001년 8월 29일 발매한 V6의 20번째의 싱글이다.

## 해설
- 오리콘 싱글 차트 1위에 랭크된 싱글이다. 싱글 1위는 《Believe Your Smile》이래로 2년 5개월 만이다.
- 싱글의 자켓에는 드물게 멤버가 출연하지 않았다. 초회한정반에서는 가사 북클릿이 특수지로 코팅되어 발매되었다.
- 생방송 음악 프로그램인 뮤직스테이션에 출연했을 때는, 멤버 오카다 준이치가 피아노 반주를 연주하였다.
- 수록곡 모두가 멤버 미야케 켄이 주연한 드라마 《네버랜드》의 사용되었다.

## 수록곡
1. 出せない手紙
  - 작사：세키야히사시, 작곡/편곡：PIPELINE PROJECT
  - 멤버 미야케 켄 출연 TBS계열 드라마 《네버랜드》 주제곡
2. 風を受けて〜Keep U goin’〜
  - 작사：아한마 스코토, 작곡：츠시미 타카시, 편곡：시게자네 토오루
  - 멤버 미야케 켄 출연 TBS계열 드라마 《네버랜드》 삽입곡
3. 出せない手紙(orchestra version)
4. 出せない手紙(カラオケ)
5. 風を受けて〜Keep U goin’〜 (カラオケ)